# Ибн Хани
Ибн Ха́ни (араб. ابن هانئ‎), полное имя Абуль-Касим Мухаммад аль-Азди аль-Андалуси (ок. 936 — 20 апреля 973, Барка) — арабский поэт, живший в мусульманской Испании (Аль-Андалус).
Точная дата и место рождения неизвестны; вероятнее всего, родился в Кордове или Эльвире, учился в Кордове, затем переехал в Севилью. В возрасте 27 лет был вынужден бежать в Северную Африку, поскольку был обвинён в ереси из-за сатирического содержания своих стихов и слишком «легкомысленного» образа жизни. В Африке стал придворным поэтом аль-Муизза в халифате Фатимидов и многие свои стихи, написанные в этот период, обращал против испанских мусульманских династий Аббасидов и Омейядов. Был убит в 973 году на пути из Египта.
Для поэзии Ибн Хани характерны гиперболизация, шиитские и военные мотивы. Творческое наследие включает в себя элегии на смерть известных людей, панегирики, сатирические и любовные стихотворения.